# Juego de apuestas

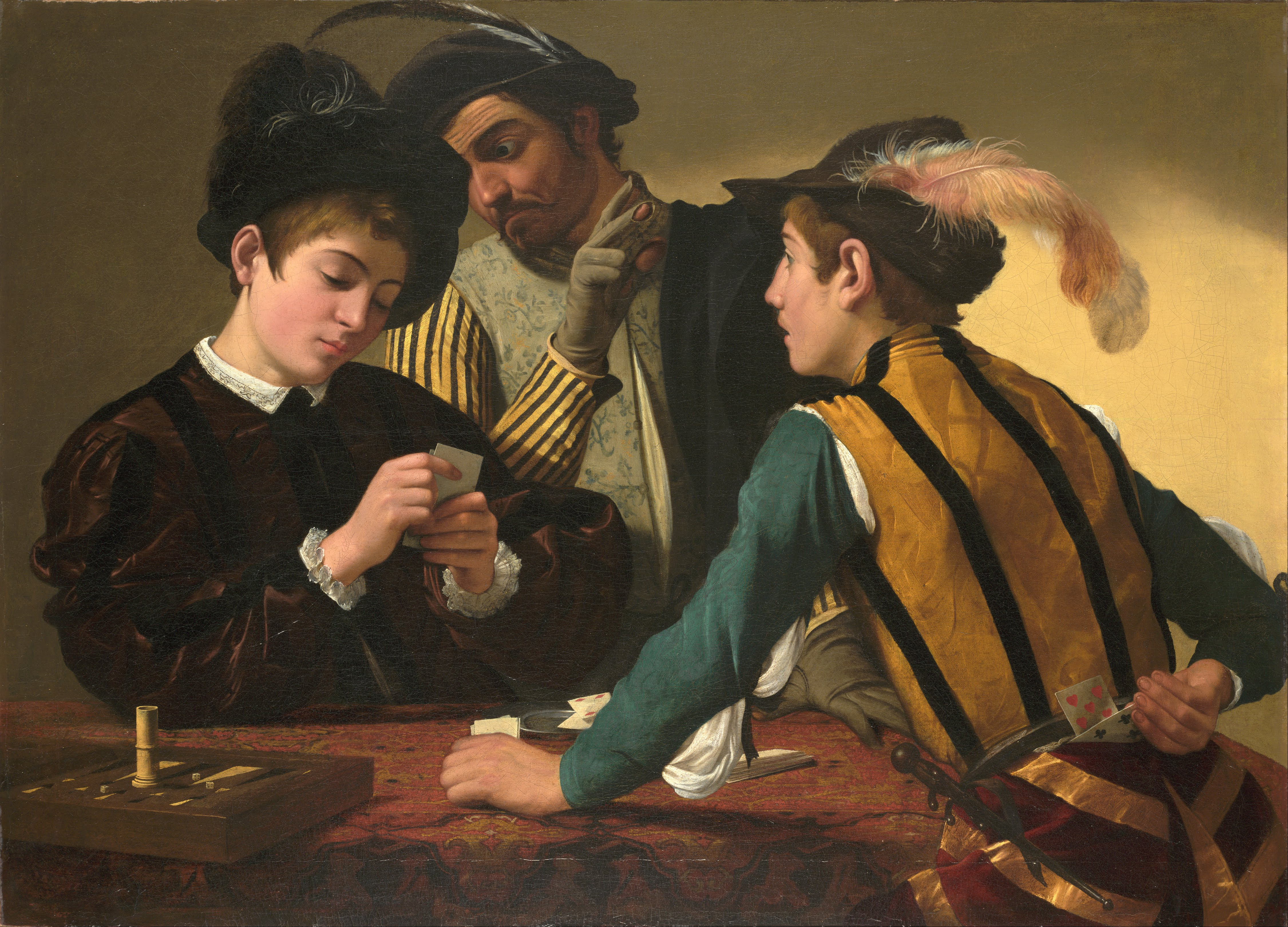
Caravaggio, Los jugadores (c. 1594), representa la malicia en el juego de cartas

Los juegos de apuestas son una variedad de actividades en los cuales los participantes arriesgan una determinada cantidad de dinero o bienes en la creencia de que el resultado coincidirá con el que el jugador ha pronosticado. Se trata apostar algo de valor («lo que está en juego») en un evento con un resultado incierto con la intención de ganar. Por lo tanto, el juego requiere que estén presentes tres elementos: consideración (una cantidad apostada), riesgo (oportunidad) y un premio. El resultado de la apuesta es a menudo inmediato, como un solo lanzamiento de dados, un giro de la ruleta o un caballo que cruza la línea de meta, pero también son comunes marcos de tiempo más largos, lo que permite apostar sobre el resultado de una competencia futura o incluso toda una temporada deportiva.

## Aspectos legales
Muchos países y estados prohíben o controlan rigurosamente mediante licencias los juegos de apuestas por parte de particulares.
Sin embargo, numerosos juegos de apuestas donde el gestor y beneficiario último es el país o estado, como las loterías o quinielas, son totalmente legales y son promocionados por parte de esos mismos gobiernos.
En otras ocasiones, los gobiernos se involucran de tal manera, mediante impuestos y regulaciones, que acaban por crear de estas actividades la mayor fuente de ingresos. Ejemplos extremos de esta circunstancia los tenemos en Mónaco o Macao.
Cuando existe legislación sobre los juegos de apuestas normalmente se requiere que las posibilidades de acertar sean estadísticamente plausibles, para evitar un desmesurado beneficio por parte de la casa de apuestas.

## Historia
Este tipo de actividad se remonta al Paleolítico, antes de la historia escrita. En Mesopotamia, los primeros dados de seis caras datan de alrededor del 3000 a. C. Sin embargo, se basaron en el astrágalo que se remonta a miles de años antes. En China, las casas de juego estaban muy extendidas en el primer milenio antes de Cristo, y era común apostar por animales. Los juegos de lotería y dominó (precursores de Pai Gow) aparecieron en China ya en el siglo X.
Los naipes aparecieron en el siglo IX d. C. en China. Los registros rastrean el juego en Japón al menos hasta el siglo XIV.
El póquer, el juego de cartas estadounidense más popular asociado con los juegos de azar, se deriva del juego persa As-Nas, que se remonta al siglo XVII.
El primer casino conocido, el Ridotto, comenzó a funcionar en 1638 en Venecia, Italia.

### Edad Antigua

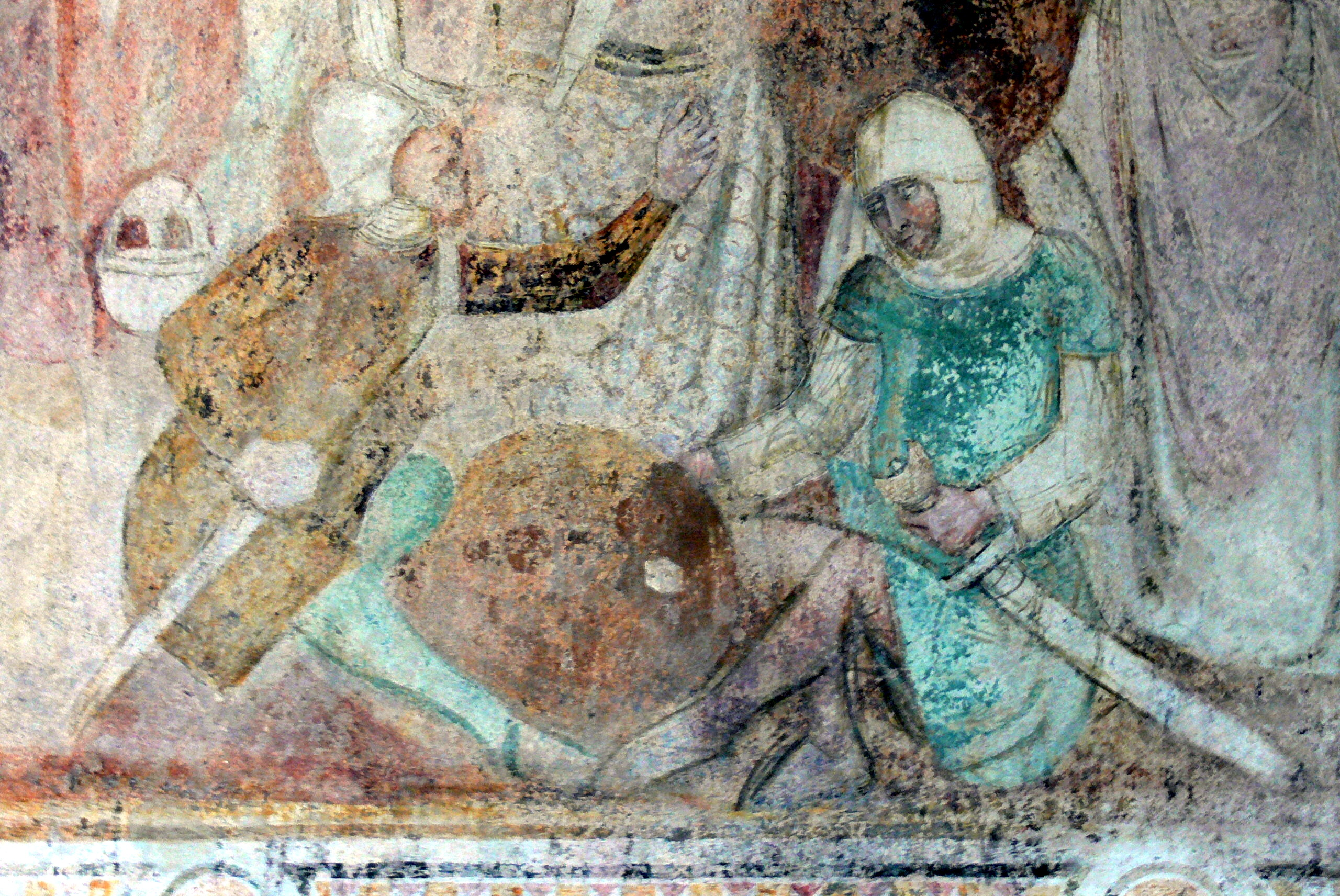
Soldados jugándose las ropas de Cristo en su pasión

La costumbre de los juegos de apuestas se remonta a la más distante antigüedad y se hizo presente en todos los pueblos. Aunque aparentemente los judíos no tenían tal costumbre antes de su dispersión; la obtuvieron a través de los griegos, quienes jugaban ya antes del sitio de Troya y a los romanos, que se hicieron jugadores mucho tiempo antes de la destrucción de su república. A pesar de que las leyes romanas no permitían jugar más que hasta cierta suma; de que Juvenal estigmatizara a los que llevaban cajas de oro para apostar en dados; este tipo de actividad progresó de tal manera en Roma, que todos sus ciudadanos, sin distinción de clases, se entregaban con furor al juego. Cuando los romanos, destruyendo a Cartago, casi no se enriquecieron más que con sus vicios.
De acuerdo a Tácito, los germanos también formaban parte de este tipo de actividad, aunque a tal exceso, que cuando ya lo habían perdido todo en el juego de los dados, se jugaban a sí mismos en una apuesta. Sin embargo ante la derrota, se ponían voluntariamente a sus órdenes y se dejaba maniatar y vender a los extranjeros. De la rigurosa exactitud de los germanos en cumplir con esa suerte de compromisos probablemente ha devenido a nuestra actualidad la preocupación por las deudas del juego como deudas de honor.
De los hunos se tiene un relato similar. De acuerdo a San Ambrosio si perdían en el juego sus bienes más preciados, sus armas, apostaban su vida y aun cuando no lo exigiese el vencedor cumplían con lo pactado, suicidándose. En tiempos modernos también se han observado comportamientos similares. En Nápoles y otras muchas ciudades de Italia, se jugaba apostando la libertad por un tiempo determinado.  
En Moscú y en San Petersburgo, en los juegos de apuestas se ofrecía no solo dinero, bienes y propiedades, sino también a quienes cultivaban las tierras, por lo cual familias enteras pasaban sucesivamente a varios amos en un solo día.

### Gran Bretaña
El juego ha sido una actividad recreativa principal en Gran Bretaña durante siglos. Igualmente las carreras de caballos han sido uno de sus temas favoritos durante más de tres siglos. Pero también ha sido una actividad muy regulada. Históricamente, gran parte de la oposición proviene de los protestantes evangélicos y de los reformadores sociales.

### Francia
En Francia, al principio, la afición a los juegos de azar se manifestó solo en la nobleza: por mucho tiempo no conoció el pueblo otra diversión que el arco, la ballesta, el tejo, las bochas o los bolos. El juego de los naipes que se puso en uso en la corte de Carlos VI, pasó luego a las clases inferiores: y así fue como del palacio de los reyes y de los salones de los magnates se trasmitió esa afición a París y a las provincias. En diversas épocas, antes de Francisco I, se expidieron reales decretos prohibiendo al pueblo los juegos de azar; pero como el impulso estaba dado, el contagio se fue difundiendo. En tiempos de Enrique II, Francisco II, Carlos IX y Enrique III, los jugadores casi nunca fueron perseguidos: en tiempo de Enrique IV gozaron de plena libertad. Nunca se había jugado en Francia con tanto furor como en la corte de aquel príncipe: donde quiera se instalaron academias de juego y los necios se agolparon a ellas a tropel: la usura osó mostrarse con toda su asquerosidad; los procesos se multiplicaron al infinito y la plaga se hizo general. La reprimió un tanto Luis XIII. Este príncipe que tenía una verdadera pasión por el juego del ajedrez, se declaró enemigo jurado de los juegos de azar y los prohibió severamente. El cardenal Mazarte restableció su uso en la corte de Luis XIV, de donde se desparramó segunda vez la epidemia por todos los puntos de la Francia, naturalizándose tan bien en ella como que desde entonces no cesó de causar estragos, según se veía más o menos favorecido por las circunstancias. Durante los siglos XVII y XVIII era una profesión el ser jugador y este título suplía por nacimiento, por fortuna, por probidad, por todo. Entonces se veían sentados indistintamente en la misma mesa y cenar juntos el príncipe y el aventurero, la duquesa y la cortesana, el hombre de bien y el pillo: en aquella época, el juego era el único que tenía el privilegio de nivelar todas las condiciones.
Dice Montesquieu:

El juego nos gusta porque halaga nuestra avaricia, es decir, la esperanza de poseer más; lisonjea nuestra vanidad con la idea de la preferencia que nos da la fortuna y de la consideración que los otros tienen de nuestra dicha, satisface nuestra curiosidad y nos proporciona, en fln, los diferentes placeres de la sorpresa.

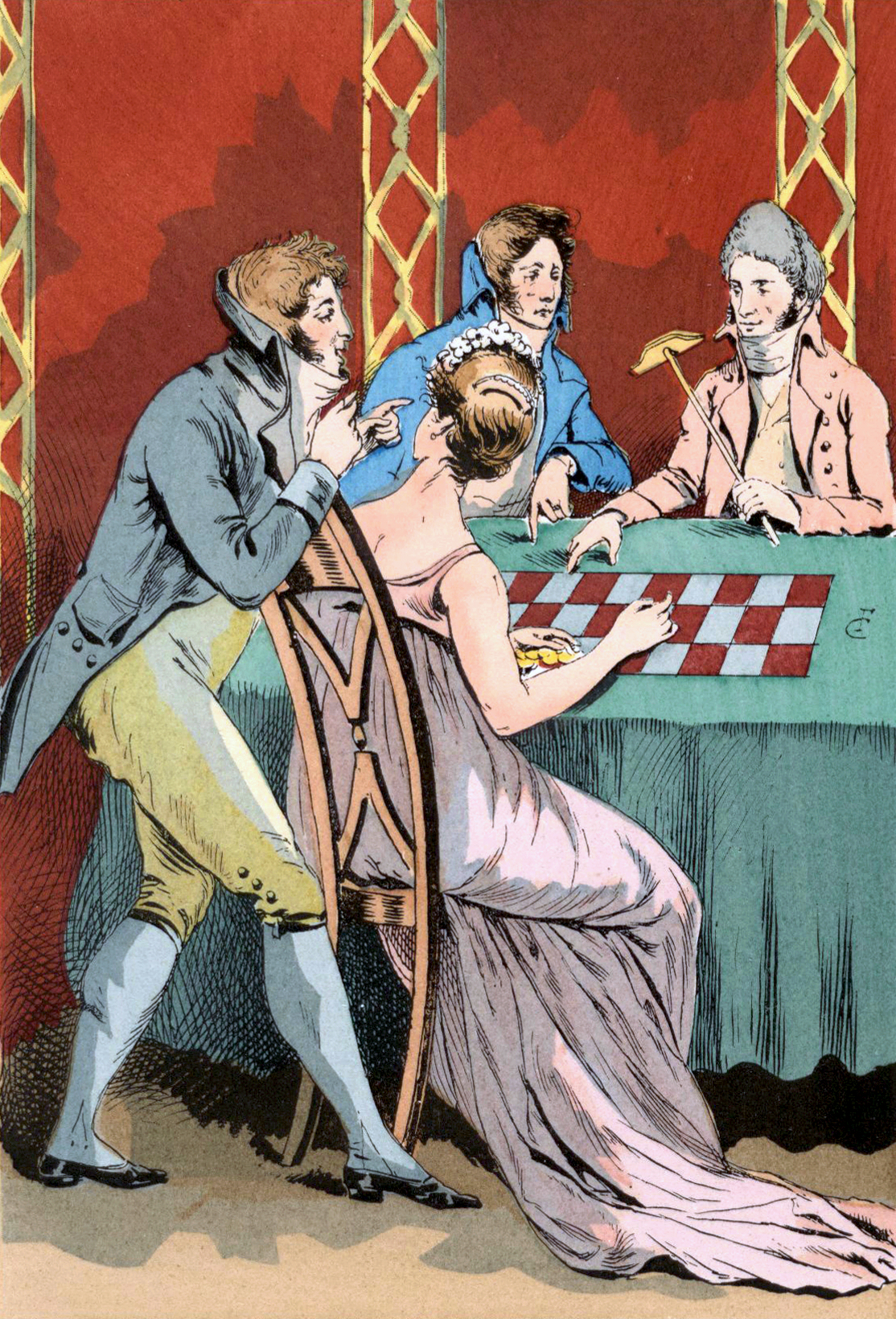
Apuestas en el Palais-Royal, principios del

Si bien la afición a los juegos de azar ha sido siempre común a los dos sexos, con todo, no se generalizó en Francia, entre las mujeres hasta mucho tiempo después de la invención de los naipes y si muchas de ellas se degradaron entonces extremando hasta el furor la afición a aquella especie de juego, es de notar que su número fue siempre infinitamente menor que el de los hombres y que solo dominó entre las mujeres opulentas o de costumbres disolutas. 
Dice también el autor de las Cartas persas: 

Las mujeres, cuando jóvenes, casi no juegan más que para favorecer a una pasión más grata; pero a medida que se vuelven viejas, su pasión al juego parece que se rejuvenece y que llena el vacío de todas las demás pasiones.

En enero de 1838 se cerraron las siete casas de juego autorizadas en París, con gran desesperación de los jugadores y de los empleados en el arriendo. Dichas casas, puestas bajo la vigilancia de la autoridad municipal, se hallaban en el Palais-Royal, Frascali, el Salón y Mariveaux. Los juegos más en boga eran la treinta y una, rojo o negro, la ruleta, el kraps y el kreps, juegos de dados favoritos de los ingleses. El gran número de obreros que acudían a una de estas casas donde se jugaba en pequeño para mejor atraerles, a donde sin embargo aquellos infelices perdían en pocos instantes su semanada o quincena, fue una de las principales causas de la supresión del arriendo real, que había sido conservado, decían, como un mal necesario, en tiempo del Consulado, del Imperio y de la Restauración.

### Estados Unidos
Los juegos de apuestas han sido una actividad popular en los Estados Unidos durante siglos. Sin embargo también han sido suprimidos por ley en muchas áreas durante casi el mismo tiempo. A principios del siglo XX, este tipo de actividades estaban prohibidas casi de manera uniforme en todo el país norteamericano y, por lo tanto, se convirtieron en una actividad en gran parte ilegal, lo que ayudó a estimular el crecimiento de la mafia y otras organizaciones criminales. A finales del siglo XX se vio un ablandamiento en las actitudes hacia el juego y una relajación de las leyes en su contra.

## Opinión religiosa
Antiguos poemas hindúes como el Lamento del jugador y el Mahabharata dan testimonio de la popularidad de este tipo de juegos entre los antiguos indios. Sin embargo, el texto Arthashastra (c. siglo IV a. C.) recomienda el impuesto y control a estos.

### Judaísmo
Las antiguas autoridades judías desaprobaban el juego e incluso descalificaban a los jugadores profesionales de testificar en la corte.

### Cristiandad

#### Catolicismo
La iglesia católica mantiene la posición de que no existe ningún impedimento moral para el juego, siempre que sea justo, todos los apostantes tengan una posibilidad razonable de ganar, no haya fraude involucrado y las partes involucradas no tengan conocimiento real del resultado de la apuesta (a menos que hayan revelado este conocimiento), y siempre que se cumplan las siguientes condiciones: el jugador puede permitirse perder la apuesta y se detiene cuando se alcanza el límite, y la motivación es el entretenimiento y no la ganancia personal que conduce al "amor al dinero" o ganarse la vida. En general, los obispos católicos se han opuesto al juego de casino con el argumento de que con demasiada frecuencia tienta a la gente a jugar creando problemas de juego o adicción, y tiene efectos particularmente negativos en la gente pobre; a veces también citan efectos secundarios como el aumento de préstamos, prostitución, corrupción e inmoralidad pública en general. Algunos párrocos también se han opuesto a los casinos por la razón adicional de que alejarían a los clientes del bingo de la iglesia y festivales anuales donde se utilizan juegos como blackjack, ruleta, dados y póquer para recaudar fondos. Santo Tomás de Aquino escribió que los juegos de azar deberían estar especialmente prohibidos cuando el apostador perdedor es menor de edad o no puede dar su consentimiento para la transacción. A menudo se ha considerado que el juego tiene consecuencias sociales, como lo satirizó Balzac. Por estas razones sociales y religiosas, la mayoría de las jurisdicciones legales limitan el juego, como lo propugna Pascal.

#### Protestantismo
Las opiniones sobre el juego entre los protestantes varían, y algunos desalientan o prohíben a sus miembros participar estos. Los metodistas, de acuerdo con la doctrina de la santidad exterior, se oponen al juego pues creen que es un pecado que se alimenta de la codicia; ejemplos son la Iglesia Metodista Unida, la Iglesia Metodista Libre, la Iglesia Evangélica Wesleyana, el Ejército de Salvación y la Iglesia del Nazareno.
Otros protestantes que se oponen al juego incluyen a muchos menonitas, cuáqueros, la Iglesia Cristiana Reformada en América del Norte, la Iglesia de la Confesión Luterana, la Convención Bautista del Sur, las Asambleas de Dios y la Iglesia Adventista del Séptimo Día.

#### Otras denominaciones cristianas
Otras iglesias que se oponen al juego incluyen los Testigos de Jehová, La Iglesia de Jesucristo de los Santos de los Últimos Días, la Iglesia ni Cristo y los Miembros de la Iglesia de Dios internacional.

### Islam
A pesar de las diferentes interpretaciones de la Sharia (Ley Islámica) que existen en el mundo musulmán, hay un consenso entre los 'ulemas' (en árabe: عُـلـمـاء‎, estudiosos (del Islam)) en que los juegos de azar son haram (en árabe, حَـرام, pecaminoso o prohibido). En las afirmaciones hechas durante su prohibición, los juristas musulmanes describen como no coránicos, y generalmente perjudiciales para la Ummah musulmana (en árabe, أُمَّـة, Comunidad). La terminología árabe para esta actividad es Maisir.
En las regiones del mundo que implementan la Sharia completa, tales como la Aceh, los castigos para los jugadores musulmanes pueden variar desde 12 latigazos o un año en prisión y una multa para aquellos que brindan un lugar para tales prácticas. Algunas naciones islámicas prohíben el juego; la mayoría de las otras los mantienen regulados.

## Tipos de juegos de apuestas

### Juegos de casino
Aunque prácticamente se puede apostar en cualquier juego en cualquier escenario, normalmente muchos de ellos se llevan a cabo en un casino. Con la introducción de Internet, prácticamente todos estos juegos pueden ser jugados en línea y existen numerosas webs disponibles.

#### Juegos electrónicos
- Máquina tragamonedas
- Videopóquer

### Juegos no jugados en casinos
Los siguientes juegos suelen ser practicados apostando dinero o bienes materiales, pero se practican normalmente fuera de los casinos.
- Bingo
- Bridge
- Mahjong
- Mus

### Otros tipos de juegos de apuestas
- Apuestas deportivas
- Apuestas por arbitraje
- Keno

## Consecuencias negativas
Los estudios muestran que aunque muchas personas participan como una forma de recreación o para obtener ingresos, el juego, como cualquier comportamiento que implique variaciones en la química cerebral, puede convertirse en una adicción comportamental. La misma puede ocurrir con todas las consecuencias negativas en la vida de una persona menos los problemas físicos que enfrentan quienes se involucran compulsivamente en el abuso de drogas y alcohol.
El juego problemático tiene múltiples  síntomas. Los jugadores a menudo tratan de recuperar el dinero que han perdido, y algunos participan en juegos de apuestas para aliviar los sentimientos de impotencia y ansiedad.
En el Reino Unido, la Autoridad de Publicidad ha censurado a distintas empresas de apuestas por anuncios disfrazados de artículos de noticias que sugieren falsamente que una persona había liquidado deudas y pagado gastos médicos apostando en línea. Las firmas enfrentan posibles multas.
Un estudio de 2020 realizado en 32 países encontró que cuanto mayor es la actividad de juego en un país determinado, más volátiles son los precios del mercado de valores de ese país.

## Aspectos psicológicos
Aunque la mayoría de las jugadores que realizan apuestas lo hacen como una manera de pasar el tiempo o para intentar ganar algún dinero, los juegos de apuestas pueden resultar adictivos y provocar patrones destructivos en algunos tipos de personalidad, lo que es conocido como ludopatía.
El escritor ruso Dostoevsky (quien tuvo un problema con este tema) nos habla de las implicaciones psicológicas derivadas de los juegos de apuestas en su novela El jugador. Rusia es uno de los países donde más se ha extendido el fenómeno de las apuestas, llegando incluso a acuñar términos como la Ruleta rusa.

### Sesgos psicológicos
Los jugadores exhiben una serie de sesgos cognitivos y motivacionales que distorsionan las probabilidades percibidas de los eventos y que influyen en sus preferencias por los juegos de azar.
- Preferencia por resultados probables: Cuando las apuestas se seleccionan a través de un proceso de elección, donde las personas indican qué opción prefieren de un conjunto de apuestas (por ejemplo, ganar / perder, más / menos), el jugador tiende a preferir apostar por el resultado que es más probable que ocurra. Los apostadores tienden a preferir apostar a los favoritos en las competiciones atléticas y, a veces, aceptan apuestas iguales a los favoritos cuando se les ofrecen apuestas más favorables sobre el resultado menos probable (por ejemplo, un equipo con récords negativos).[61]
- Optimismo / Sesgo de deseabilidad: Los jugadores también muestran optimismo, sobreestimando la probabilidad de que ocurran los eventos deseados. Los fanáticos de los equipos desvalidos de la NFL, por ejemplo, preferirán apostar por sus equipos con probabilidades iguales que apostar por el favorito, ya sea que la apuesta sea de $ 5 o $ 50.[62]
- Renuencia a apostar contra los resultados deseados (de cobertura): [63] Las personas son reacias a apostar contra los resultados deseados que son relevantes para su identidad. Los jugadores se muestran reacios a apostar en contra del éxito de sus candidatos presidenciales de EE. UU. preferidos y de los equipos de baloncesto de las Grandes Ligas de Béisbol, Liga Nacional de Fútbol Americano, Asociación Atlética Colegial Nacional (NCAA) y hockey de la NCAA. Más del 45% de los fanáticos de la NCAA en los Estudios 5 y 6, por ejemplo, rechazaron una apuesta real de $ 5 "gratis" contra su equipo. Desde una perspectiva psicológica, tal "cobertura" crea un dilema de interdependencia: un conflicto motivacional entre una ganancia monetaria a corto plazo y los beneficios a largo plazo acumulados por los sentimientos de identificación y lealtad a una posición, persona o grupo por quien el apostador mantiene deseos de triunfar. En términos económicos, esta decisión conflictiva puede modelarse como una compensación entre la utilidad del resultado obtenida por la cobertura (por ejemplo, dinero) y los costos de diagnóstico en los que incurre (por ejemplo, deslealtad). Las personas hacen inferencias sobre sus creencias e identidad a partir de su comportamiento. Si una persona no está segura de un aspecto de su identidad, como el grado en que valora a un candidato o equipo, la cobertura puede indicarle que no está tan comprometido con ese candidato o equipo como él o ella creía originalmente. Si el costo de diagnóstico de esta autoseñal y el cambio de identidad resultante son sustanciales, puede pesar más que la utilidad resultante de la cobertura, y él o ella puede rechazar incluso las coberturas muy generosas.[63]
- Sesgo de relación: Los jugadores preferirán apuestas con peores probabilidades que se extraen de una muestra grande (por ejemplo, sacar una bola roja de una urna que contiene 89 bolas rojas y 11 bolas azules) a mejores probabilidades que se extraen de una muestra pequeña (sacar una bola roja de una urna que contiene 9 bolas rojas y una bola azul).[64]
- Falacia del jugador